# Przeciw listowi Maniego, który nazywają «Listem podstawowym»
Przeciw listowi Maniego, który nazywają «Listem podstawowym» (łac. Contra epistolam Manichaei quam vocant fundamenti liber unus) – traktat Augustyna z Hippony, napisany w 397 r. czyli rok po konsekracji biskupiej w Hipponie. W pracy tej Augustyn prowadzi dialog z doktryną manichejczyków, komentując dzieło Maniego (ok. 210–276 po Chr.) Epistola fundamenti, w którym założyciel manicheizmu nazywa siebie Manicheuszem, apostołem Jezusa Chrystusa.
List-Fundament (dosł. List /o/ fundamencie, (łac.) Epistola fundamenti) był jednym ze świętych pism wyznawców manicheizmu, napisanym pierwotnie w języku syryjskim.

## Treść
Wśród poruszanych w traktacie tematów, Augustyn pisze o łagodności z jaką trzeba rozmawiać z manichejczykami, gdyż zaślepienie, któremu ulegli jest niezwykle trudne do przezwyciężenia:

Tylko ci się unoszą gniewem na was, którzy nie wiedzą z jaką trudnością  może oko wewnętrznego człowieka doznać uzdrowienia, by zacząć dostrzegać swoje słońce. (2.2)

Augustyn przedstawia też jedność i integralność Kościoła i jego nauczania, wspieranego posługą prymatu Piotrowego i sukcesji apostolskiej biskupów. Wypowiada też znane, cytowane m.in. przez  Benedykta XVI w adhortacji o Słowie Bożym Verbum Domini 29, zdanie:

Ja zaś nie daję wiary Ewangelii, dopóki mnie do tego nie pobudzi autorytet Kościoła katolickiego. (5.6)

Biskup Hippony pisze też o narodzinach Jezusa Chrystusa z Dziewicy Maryi w kontekście wiary manichejczyków w to, że cielesne obcowanie jest źródłem nieczystości. Wykazuje, że sam Manes, autor listu «Fundament», o którym mówią, że był przyjęty (susceptus) przez Ducha Jezusa Chrystusa, nie jest uznawany za nieczystego, mimo iż narodził się przez pożycie cielesne swych rodziców. Augustyn wykazuje w ten sposób niespójność doktryny manichejskiej, gdyż dziewicze zrodzenie Chrystusa powinno być bliższe ich doktrynie niż zrodzenie Manesa przez stosunek płciowy mężczyzny i kobiety. Z tego powodu nielogiczne jest także odrzucanie przez nich cielesnej natury Jezusa Chrystusa (8.9).
Augustyn opisuje także prawdziwe posyłanie Ducha Świętego przez Chrystusa, cytując Ewangelię Łukasza i Dzieje Apostolskie.
Omawia też kosmologię i antropologię manichejską, szczególnie kwestie dotyczące duszy. Porusza też zagadnienie dotyczące natury metafizycznej zła jako nicości (35.39) oraz pochodzenia wszystkich rzeczy stworzonych od Boga – będących zatem z natury dobrymi.

### Wydania krytyczne i przekłady tekstu
- Contra epistolam Manichaei quam vocant fundamenti liber unus - CSEL 25,191-248, wyd. J. Zycha /1891/.
- PL 42, 173-205.

Polski przekład:
- List, który nazywają «Listem podstawowym» –- przeł. J. Sulowski, w: Augustyn z Hippony, Pisma przeciw manichejczykom, Warszawa 1990 ATK PSP 54, s. 111-151.

### Opracowania
- Eborowicz W.: Wstęp do «O naturze dobra». W: Św. Augustyn: Dialogi filozoficzne. Wyd. 2. Kraków: Znak, 1999, s. 819-828. ISBN 83-7006-681-X.